# A Hot Time on a Bathing Beach
Pour plus de détails, voir Fiche technique et Distribution.
A Hot Time on a Bathing Beach est un film documentaire américain produit par la Selig Polyscope Company de William Selig, sorti en 1903.

## Synopsis
Le documentaire montre des scènes tournées sur la célèbre Alaska Plage, près de Chicago, avec des hommes et des femmes dans leur costume de bain, ou en train de nager.

## Fiche technique
- Titre : A Hot Time on a Bathing Beach
- Réalisation :
- Scénario :
- Producteur : William Selig
- Société de production : Selig Polyscope Company
- Pays de production :  États-Unis
- Format : Noir et blanc — 35 mm — 1,33:1
- Genre : Film documentaire
- Dates de sortie : 
  - États-Unis : 1903